# النزاع السيادي على جزر فوكلاند

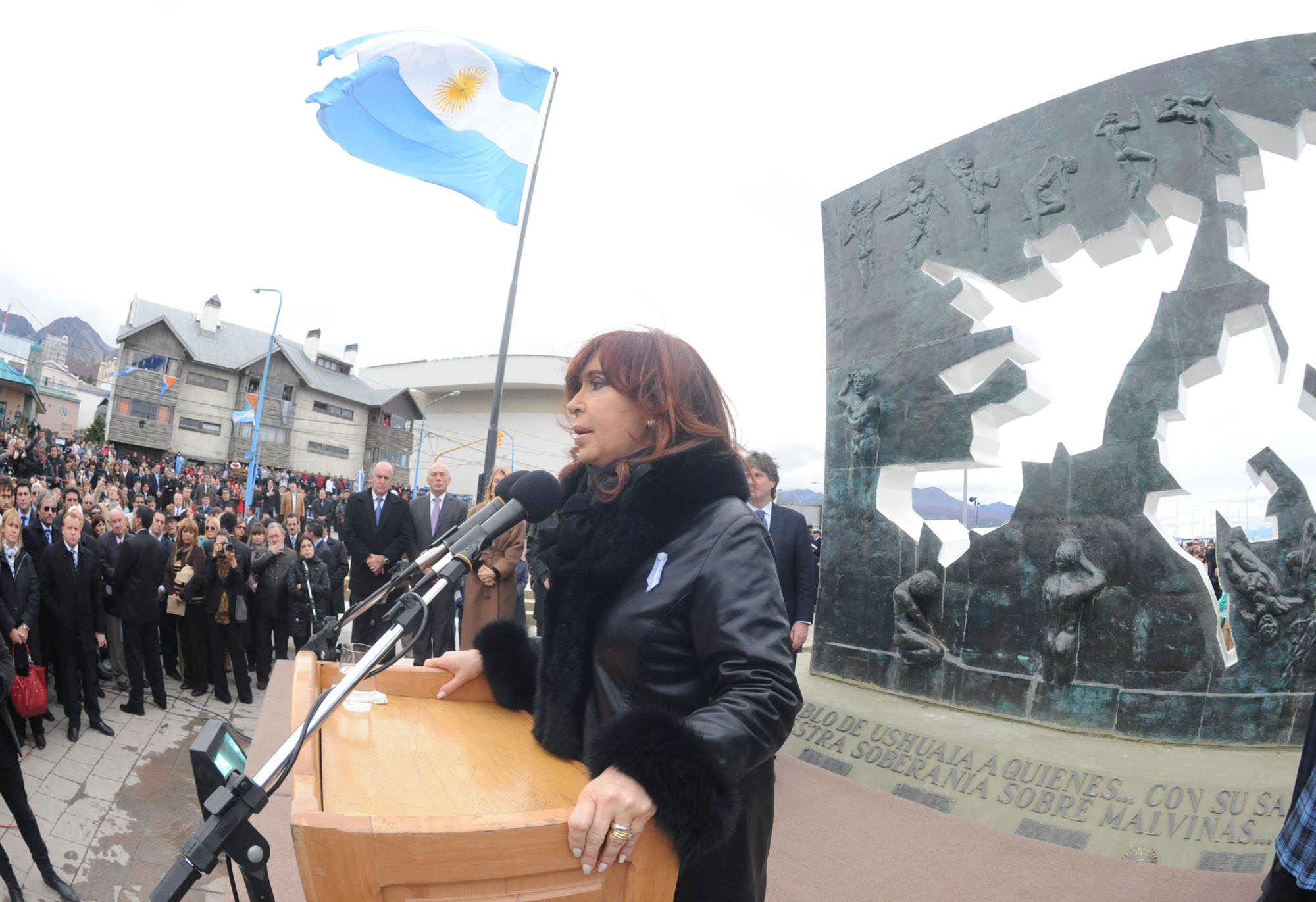
ترأست الرئيسة كريستينا فرنانديز الحدث المركزي لإحياء الذكرى الثلاثين لحرب الفوكلاند في أوشوايا اليوم. وأكد رئيس الدولة أن "من الظلم أن تظل الجيوب الاستعمارية قائمة في القرن الحادي والعشرين". وأعلن أنه تقدم بطلب إلى الصليب الأحمر الدولي لتحديد هوية الذين قتلوا في صراع 1982 وما زالوا في قائمة مجهولي الهوية.

السيادة على جزر فوكلاند (بالإسبانية: جزر مالفيناس)، متنازع عليها من قبل الأرجنتين والمملكة المتحدة.
يعود تاريخ مطالبة بريطانيا بالسيادة إلى عام 1690، ولطالما مارست المملكة المتحدة السيادة الفعلية على الأرخبيل، منذ عام 1833 تقريبا. اعترضت الأرجنتين دائما على هذا الادعاء، فقد سيطرت على الجزر بضع سنوات قبل عام 1833. تصاعدت في عام 1982، عندما غزت الأرجنتين الجزر، ما عجل في حرب الفوكلاند.
يفضّل سكان جزر فوكلاند المعاصرون أن يظلوا بريطانيين. فقد حصلوا على الجنسية البريطانية الكاملة بموجب قانون الجنسية البريطانية (جزر فوكلاند) لعام 1983، بعد انتصار بريطانيا في حرب الفوكلاند.

## الأساس التاريخي للنزاع

### الاستيطان الفرنسي
كانت فرنسا أول دولة فرضت سيطرتها الفعلية في جزر فوكلاند، وتأسس بورت سانت لويس في شرق فوكلاند، على يد المستكشف الفرنسي لويس أنطوان دي بوغانفيل، في عام 1764. كانت المستعمرة الفرنسية حصنًا صغيرًا، وبعض المستوطنات بتعداد سكاني بلغ حوالي 250. سُميت الجزر بعد الميناء البريتوني سانت مالو، باسم جزر مالو، وما زال هذا هو الاسم الفرنسي للجزر. وافقت فرنسا في عام 1766 على مغادرة الجزر إلى إسبانيا، على أن تعوض إسبانيا تكاليف الاستيطان لدى بوغانفيل وشركة سانت مالو. أصرت فرنسا على أن تحتفظ إسبانيا بالمستعمرة في بورت لويس، لمنع بريطانيا من المطالبة بحق ملكية الجزر، ووافقت إسبانيا على ذلك.

### الاستيطان الإسباني
أصدر البابا ألكساندر السادس المرسوم البابوي إنتر كايتيرا في عام 1493، يقسم فيه العالم الجديد بين إسبانيا والبرتغال. نصت معاهدة توردسيلاس بين هذين البلدين في العام التالي على أن يكون الخط الفاصل بين البلدين هو 370 درجة غرب جزر الرأس الأخضر. تقع جزر فوكلاند على الجانب الغربي (الإسباني) من هذا الخط.
ادّعت إسبانيا أن جزر فوكلاند كانت محتلة بموجب أحكام معاهدة أوترخت لعام 1713، التي حددت حدود الإمبراطورية الإسبانية في الأمريكتين. وعدت المعاهدة فقط باستعادة الأراضي التي احتُلّت في الأمريكتين، قبل حرب الخلافة الإسبانية. لم تكن جزر فوكلاند محتلة في ذلك الوقت، ولم تُذكر في المعاهدة. نشب خلاف دبلوماسي بين أصحاب المطالبات، عندما اكتشفت إسبانيا المستعمرات البريطانية والفرنسية على الجزر. وافقت إسبانيا وفرنسا عندما كانتا حليفتان في عام 1766، على أن تسلم فرنسا ميناء سانت لويس، وأن تسدد إسبانيا تكلفة الاستيطان. أصرت فرنسا على احتفاظ إسبانيا بالمستعمرة في ميناء لويس، لمنع بريطانيا من المطالبة بحق ملكية الجزر، ووافقت إسبانيا على ذلك. كانت العلاقات بين إسبانيا وبريطانيا العظمى غير مستقرة في ذلك الوقت، ولم تتوصلا إلى اتفاق مناسب.
سيطر الإسبان على بورت سانت لويس، وأطلقوا عليه اسم بويرتو سوليداد في عام 1767. طردت بعثة إسبانية المستعمرة البريطانية في بورت إغمونت في 10 يونيو عام 1770، وسيطرت إسبانيا فعليا على الجزر. كادت أن تندلع حرب بين إسبانيا وبريطانيا العظمى حول هذه القضية، ولكن أُبرمت معاهدة بدلاً من ذلك في 22 يناير عام 1771، ما سمح للبريطانيين بالعودة إلى بورت إغمونت، مع عدم تنازل أي من الطرفين عن مطالب السيادة. عاد البريطانيون في عام 1771 لكنهم انسحبوا من الجزر في عام 1774، تاركين وراءهم علما ولوحة تمثلان مطالبتهم بالملكية، بينما امتلكت إسبانيا السيطرة الفعلية.
حُكمت الجزر من عام 1774 حتى عام 1811 على انها جزء من التاج الإسباني في ريفر بليت. عُيّن 18 حاكمًا في تلك الفترة لحكم الجزر. أُمر الحاكم رامون دي كاراسا في عام 1777، بتدمير ما تبقى في بورت إغمونت. أُزيلت اللوحة البريطانية وأُرسلت إلى بوينس آيرس.
بقيت القوات الإسبانية في بورت لويس، المعروفة آنذاك باسم بورت سوليداد، حتى عام 1811، عندما استُدعي الحاكم بابلو غيلين مارتينيز إلى مونتيفيديو، عند انتشار القوات الثورية عبر القارة. ترك وراءه لوحة تطالب بسيادة إسبانيا.

### الاستيطان البريطاني
وصل البريطانيون أول مرة إلى جزر فوكلاند في عام 1690 عندما أبحر القبطان جون سترونغ عبر مضيق فوكلاند ساوند، وسمّي هذا الممر المائي تيّمنا بأنطوني كاري، الفيكونت الخامس لفوكلاند، واللورد الأول للأميرالية في ذلك الوقت. حرص البريطانيون على استيطان الجزر، فقد امتلكوا القدرة لتكوين القاعدة البحرية الاستراتيجية للمرور حول كايب هورن. وصل القبطان جون بايرون في عام 1765، إلى جزيرة سوندرز. ثم استكشف سواحل الجزر الأخرى وطالب بالأرخبيل من أجل بريطانيا. عاد الكابتن جون ماكبرايد في العام التالي، إلى جزيرة سوندرز وبنى حصنًا سُمي بورت إغمونت. اكتشف البريطانيون لاحقًا المستعمرة الفرنسية في بورت سانت لويس (التي تأسست في عام 1764)، وبدأ أول نزاع على السيادة.
أُرسلت بعثة عسكرية إسبانية إلى الجزر في عام 1770، بعد أن علمت السلطات في بوينس آيرس بالمستعمرة البريطانية. طُرد البريطانيون من بورت إغمونت عندما واجهوا قوة أكبر. استعادت بريطانيا المستعمرة بعد عام من تهديداتها بالحرب على الجزر، إلا أن الضغوط الاقتصادية في عام 1774 التي سبقت حرب الاستقلال الأمريكية أجبرت بريطانيا العظمى على الانسحاب من جزر فوكلاند، والانسحاب من العديد من مستوطناتها الخارجية الأخرى. تركوا وراءهم لوحة تؤكد السيادة البريطانية على الجزر. استخدم صيادو عجول البحر الجزر بشكل روتيني على الرغم من عدم وجود إدارة بريطانية فيها؛ من أجل البحث عن الفقمة، وأخذ المياه العذبة أيضا، والأبقار الوحشية والخنازير، وحتى طيور البطريق من أجل المؤن. واستخدم صائدو الحيتان الجزر أيضًا، للاحتماء من طقس جنوب المحيط الأطلسي وللحصول على مؤن جديدة.
حاولت حكومة الأقاليم المتحدة في ريفر بليت، السيطرة على الجزر عبر التجارة، ومنح جورج باتشيكو حقوق الصيد والسماح له بصيد الأسماك، في عام 1824. أنشأ شريك باتشيكو لويس فيرنت موطئ قدم في الجزر في عام 1826، ومستعمرة وليدة في عام 1828. زار القنصلية البريطانية في عام 1826 وعام 1828 وعام 1829، سعيا لتأييد مشروعه والحصول على حماية بريطانية لمستوطنته في حال عودتهم إلى الجزر. قدم فيرنيت تقارير دورية إلى البريطانيين حول تقدم مشروعه، بعد تلقي ضمانات من الوزير البريطاني القائم بالأعمال، السير وود باين باريش. أعرب عن رغبته في أن تجعل الحكومة البريطانية مستوطنته تحت حمايتها، في حالة عودة البريطانيين إلى الجزر، ونقل باريش هذه الرغبة إلى لندن كما ينبغي. طلب سفينة بحرية من الأقاليم المتحدة لحماية مستعمرته في عام 1829، لكن عُيّن قائدًا عسكريًا ومدنيًا نظرًا لعدم توفرها، ما أثار احتجاجًا بريطانيًا.
أدت محاولات لتنظيم الصيد، وصيد عجول البحر إلى صراع مع الولايات المتحدة وغارة ليكسينغتون في عام 1831. كُلف الرائد إستيبان ميستيفييه بإنشاء مستعمرة جزائية نظرًا لحالة الفوضى في المستعمرة، لكنه قُتل في تمرد بعد فترة وجيزة من وصوله في عام 1832. لم يُستجب للاحتجاجات عند تعيين ميستيفييه، لذا أرسل البريطانيون أسطولًا بحريًا لإعادة إرساء الحكم البريطاني.